# Doctor Elise
Doctor Elise (кор. 외과의사 엘리제, трансліт. Oegwauisa Ellije, яп. 外科医エリーゼ, латиніз.: Gekai Erīze, укр. Доктор Еліза: Королева зі скальпелем) — південнокорейський веб-роман, написаний Юїн. Публікувався на платформі KakaoPage з грудня 2015 по квітень 2016 року. Манхва-адаптація, ілюстрована Mini, виходила на KakaoPage з вересня 2017 по лютий 2021 року. Аніме-серіал, створений студією Maho Film, транслювався з січня по березень 2024 року.

## Сюжет
Еліза була непопулярною, розпещеною та запальною імператрицею. Після народного повстання її стратили, але вона перевтілилася в сучасному світі, зберігши всі спогади. Щоб спокутувати гріхи минулого життя, вона стала досвідченим лікарем. Однак після загибелі в авіакатастрофі вона знову прокидається в тілі юної Елізи. Намагючись не повторити помилок, вона здобуває популярність, впроваджуючи медичні реформи та інші покращення, а також прагне налагодити стосунки з оточенням і народом.

## Персонажі
Еліза (яп. エリーゼ, Erīze, кор.: хангиль: 엘리제) / Сон Чі-хьон (кор.: хангиль: 송지현) / Аой Такамото (яп. 高本 葵, Takamoto Aoi)
Сейю: Юі Ішікава
Колись жорстока правителька, Еліза двічі перевтілилася, опинившись у замкненому циклі між Землею та своїм рідним королівством. Завдяки своїм медичним знанням із сучасного світу вона починає спокуту, покращуючи стандарти охорони здоров’я та рівень життя.
Лінден (яп. リンデン, Rinden, кор.: хангиль: 린덴) / Рон (яп. ロン, кор.: хангиль: 론)
Сейю: Йохей Адзакамі, Сатоші Хіно (Ron)
Престолонаслідний принц імперії, який у першому житті Елізи був її чоловіком та катом. Як член імператорської родини володіє магічними здібностями, зокрема вмінням змінювати зовнішність на образ блондина з блакитними очима, відомого як «Рон».
Грем (яп. グレアム, Gureamu, кор.: хангиль: 그라함)
Сейю: Хосоя Йосімаса
Ленн Де Клеранс (яп. レン・ド・クロレンス, Ren Do Kurorensu, кор.: хангиль: 렌 드 클로랜스)
Сейю: Оно Дайсуке
Кріс Де Клеранс (яп. クリス・ド・クロレンス, Kurisu Do Kurorensu, кор.: хангиль: 크리스 드 클로랜스)
Сейю: Сімоно Хіро
Михаель Де Романов (яп. ミハイル・ド・ロマノフ, Mihairu Do Romanofu, кор.: хангиль: 미하일 드 로마노프)
Сейю: Сома Сайто
Юліан Де Чайлд (яп. ユリエン・ド・チャイルド, Yurien Do Chairudo, кор.: хангиль: 유리엔 드 차일드)
Сейю: Меґумі Хан
Мінчестер Де Романов (яп. ミンチェスター・ド・ロマノフ, Minchesutā Do Romanofu, кор.: хангиль: 민체스터 드 로마노프)
Сейю: Іноуе Кадзухіко

## Медіа

### Новела
Написана Юїн, Доктор Еліза: Королева зі скальпелем публікувався на платформі KakaoPage з 30 грудня 2015 по 27 квітня 2016 року та був випущений у чотирьох томах. Додаткова історія виходила з 4 по 30 травня 2016 року, а друга додаткова історія публікувалася з 19 вересня по 27 листопада 2017 року.

### Вебтун
Вебтун ілюстрований Mini, публікувався на KakaoPage з 18 вересня 2017 по 16 лютого 2021 року. Додаткова історія з 13 розділів виходила з 9 січня по 9 квітня 2024 року. FineToon зібрав основні розділи у десять томів. Серію опубліковано в цифровому вигляді англійською мовою Tappytoon і Lezhin Comics. В Японії вебтун було опубліковано в цифровому вигляді на платформі Piccoma Kakao і опубліковано у друкованому вигляді Kadokawa Shoten.

### Аніме
Аніме-адаптація була анонсована 28 лютого 2023 року. Виробництвом займалася Maho Film, режисером виступила Куміко Хабара, сценарії курирував Деко Акао, дизайн персонажів створила Юко Ватанабе, а музику написав Кен Іто. Серіал транслювався з 10 січня по 27 березня 2024 року на AT-X та інших каналах. Опенінґ «Believer» у виконанні Юі Ісікави, а ендонінгом є «Listen» у виконанні Маджу Араї. Crunchyroll транслював серіал. Plus Media Networks Asia ліцензувала серіал у Південно-Східній Азії.

#### Список серій
| № серії | Назва серії                                                              | Режисер(и)        | Сценарист(и)     | Режисер(и) анімації        | Оригінальна дата показу |
| ------- | ------------------------------------------------------------------------ | ----------------- | ---------------- | -------------------------- | ----------------------- |
| 1       | «Спокута» Транслітерація: «Tsugunai» (яп. 償い)                          | Куміко Хабара     | Деко Акао        | Куміко Хабара              | 10 січня 2024           |
| 2       | «Парі» Транслітерація: «Kake» (яп. 賭け)                                 | Кьохей Оябу       | Деко Акао        | Куміко Хабара              | 17 січня 2024           |
| 3       | «Свята пані» Транслітерація: «Seijo» (яп. 聖女)                          | Йошіхіса Мацумото | Майка Шізухара   | Йошіхіса Мацумото          | 24 січня 2024           |
| 4       | «Куди вітер віє» Транслітерація: «Satsuzen» (яп. 颯然)                   | Кацумі Мінокучі   | Савако Хірабаяші | Куніхіса Сугісіма          | 31 січня 2024           |
| 5       | «Іспит» Транслітерація: «Shiren» (яп. 試練)                              | Наойоші Кусака    | Тошіма Хара      | Dojagagen                  | 7 лютого 2024           |
| 6       | «Денні фантазії, нічні мрії» Транслітерація: «Chusouyamu» (яп. 昼想夜夢) | Хідетоші Ватанабі | Савако Хірабаяші | Такеші Морі                | 14 лютого 2024          |
| 7       | «Спогад» Транслітерація: «Tsuioku» (яп. 追憶)                            | Томіхіко Окубо    | Тошіма Хара      | Такеші Морі                | 21 лютого 2024          |
| 8       | «Кілька днів тому» Транслітерація: «Sekijitsu» (яп. 昔日)                | Йошіхіса Мацумото | Майка Шізухара   | Йошіхіса Мацумото          | 28 лютого 2024          |
| 9       | «Після бурі» Транслітерація: «Arashi no Ato» (яп. 嵐の後)                | Наойоші Кусака    | Деко Акао        | Dojagagen                  | 6 березня 2024          |
| 10      | «Ненадовго» Транслітерація: «Tamayura» (яп. 玉響)                        | Кьохей Оябу       | Савако Хірабаяші | Такеші Морі                | 13 березня 2024         |
| 11      | «Бажання» Транслітерація: «Negai» (яп. 願い)                             | Кацумі Мінокучі   | Деко Акао        | Куміко Хабара, Такеші Морі | 20 березня 2024         |
| 12      | «Шлях» Транслітерація: «Michi» (яп. 道)                                  | Наойоші Кусака    | Деко Акао        | Куміко Хабара              | 27 березня 2024         |